# Über uns das All
Über uns das All es una película dramática alemana de 2011, dirigida por Jan Schomburg. 
Cuenta la historia de una joven que sufre tres grandes conmociones a la vez: el marido al que ama es encontrado muerto; fue suicidio; y toda su vida fuera de su matrimonio fue un fraude.

## Reparto
- Sandra Hüller como Martha Sabel
- Georg Friedrich como Alexander Runge
- Felix Knopp como Paul Sabel
- Kathrin Wehlisch como Trixi
- Valery Tscheplanowa como Anja
- Stephan Grossmann como Bruno Heimann
- Aljoscha Stadelmann como Bernd
- Piet Fuchs como Soltau
- Martin Reinke como el profesor Gellendorf

## Premios y nominaciones
- Ganadora Festival de Cine de Berlín - Label Europa Cinemas (Jan Schomburg)[1]
- Ganadora Premio de la Crítica del Cine Alemán - Mejor ActrIZ (Sandra Huller)[2]
- NominaDA Premios del cine alemán - Mejor Actriz  (Sandra Huller)